# 在無限的慾望之中
《在無限的慾望之中》（日语：限りない欲望の中に）是日本女性聲優林原惠的第12張單曲。1996年5月22日由STARCHILD（King Records旗下公司）發行。

## 解說
同名標題曲「在無限的慾望之中」曾被1996年至1997年間由萬代影視發行的OVA動畫系列《秀逗魔導士 SPECIAL》的主題歌曲選用。至於B面歌曲「Touch Yourself」同樣也被選為同名OVA系列的第3話片尾主題曲使用。
該單曲是聲優林原惠自從上一張單曲《Give a reason》以來，相隔不到1個月發行的最新單曲。至於單曲封面選用的不是林原惠她的照片，而是用她聲演的動畫系列主角莉娜·因巴斯和另一位角色白蛇娜卡作為封面人物。

## 收錄歌曲
所有歌曲由佐藤英敏作曲。
1. 在無限的慾望之中（限りない欲望の中に） [5:07]
作詞：有森聰美（日语：有森聡美），編曲：五島翔
  - OVA《秀逗魔導士 SPECIAL》主題歌曲
2. Touch Yourself [5:06]
作詞：MEGUMI，編曲：添田啓二
  - OVA《秀逗魔導士SPECIAL》第3話劇中插入歌（1997年）
  - Sega Saturn機種對應電子遊戲《秀逗魔導士 ROYAL》主題歌曲（1997年）
3. 在無限的慾望之中（限りない欲望の中に）（Off Vocal Version）
4. Touch Yourself（Off Vocal Version）

## 收錄專輯
| 曲名             | 收錄專輯              | 發行日期      | 備註                                                                            |
| ---------------- | --------------------- | ------------- | ------------------------------------------------------------------------------- |
| 在無限的慾望之中 | 《秀逗魔導士MEGUMIX》 | 2008年6月25日 | 集結林原惠與《秀逗魔導士》相關歌曲的精選專輯 該歌曲並未在林原惠她的原創專輯收錄 |
| Touch Yourself   | 《bertemu》           | 1996年11月1日 | 林原惠的第7張原創專輯                                                           |
| Touch Yourself   | 《VINTAGE S》         | 2000年4月26日 | 林原惠的首張精選專輯                                                            |
| Touch Yourself   | 《秀逗魔導士MEGUMIX》 | 2008年6月25日 | 集結林原惠與《秀逗魔導士》相關歌曲的精選專輯                                    |